# Boudoir (salon)
Pour les articles homonymes, voir Boudoir.

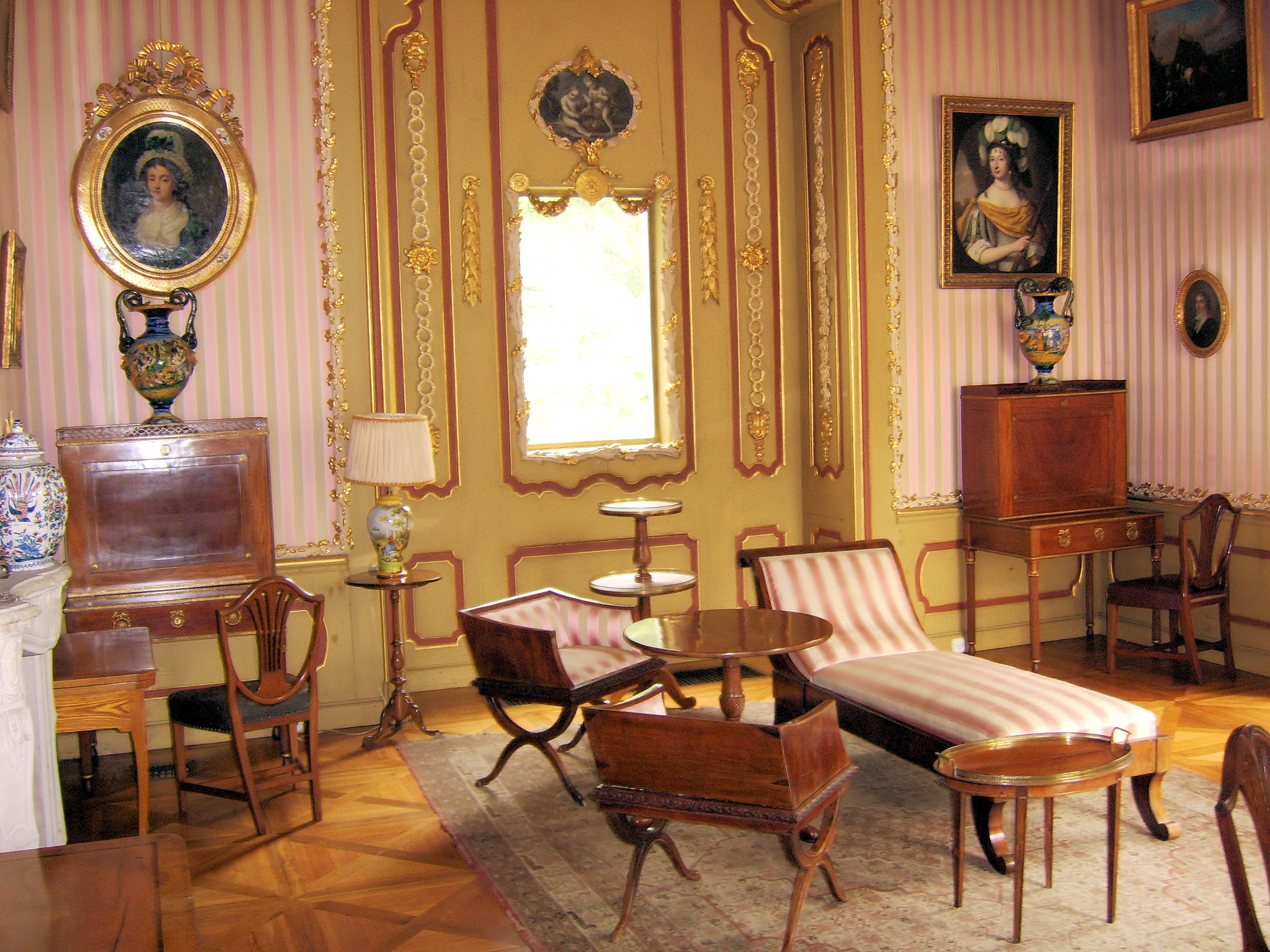
Boudoir.

Un boudoir est une petite pièce dans un logement aménagée entre la salle à manger et la chambre à coucher, un salon élégant à l’usage particulier des dames et dans lequel elles se retirent lorsqu’elles veulent être seules ou s’entretenir avec des personnes intimes.
Le marquis de Sade (1740-1814), auteur littéraire, a contribué à développer une renommée à cette petite pièce dédiée à l'intimité des causeries féminines. Depuis le succès de son ouvrage La Philosophie dans le boudoir, ce petit salon a une réputation sulfureuse combinée à celles de tous les échanges et ébats.
Le mot boudoir vient de bouder qui signifie se mettre à l'écart.

## L'évolution de l'architecture, des mœurs, etc.

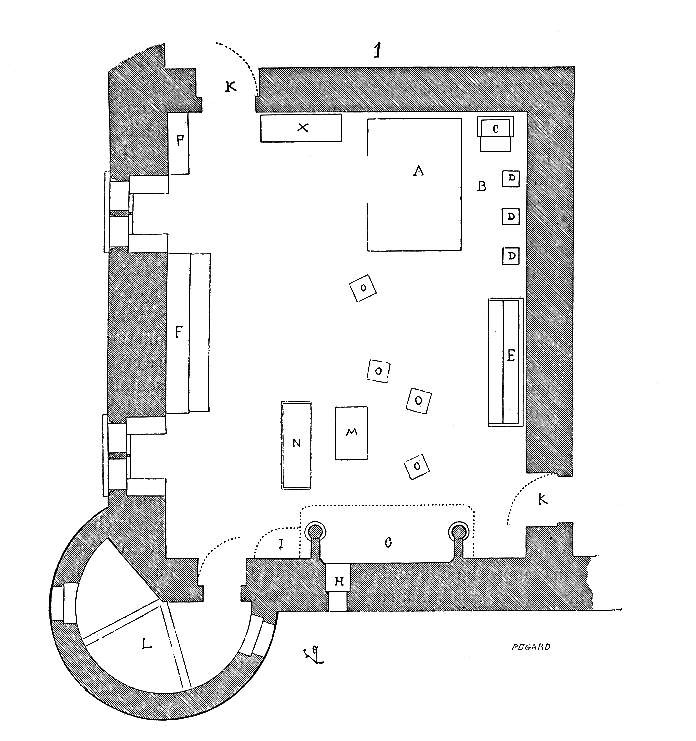
Plan d'une chambre médiévale.

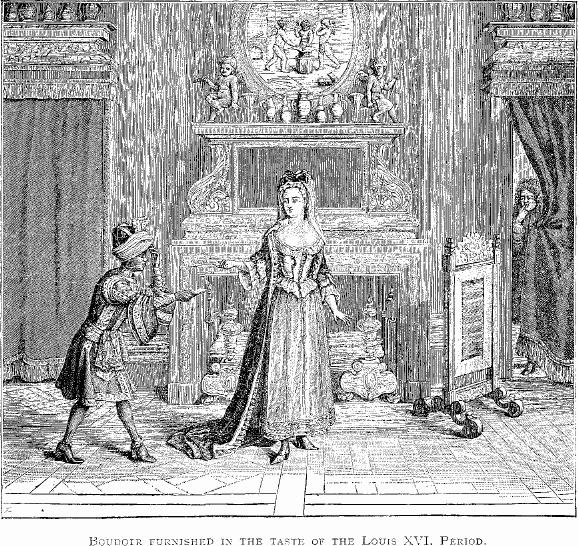
Illustration d'un boudoir, période Louis XIV.

L'apparition du boudoir correspond à une évolution des mœurs liée à l'évolution des rapports hommes-femmes et a une incidence sur l'architecture d'intérieur. Tandis que l'expression publique devient une manière de s'affirmer pour les hommes de la bourgeoisie, les femmes se retrouvent dans des salons plus intimes. En effet, le salon de réception devient réservé à l'expression masculine. « L'imagination érotique masculine » est alors provoquée par la retraite et le secret du petit espace désormais réservé aux échanges entre femmes, voire avec les invités de leur choix.
Le plan ci-contre (à gauche) est celui d'une chambre privée, que, dans les châteaux des XIIIe, XIVe et XVe siècles, on avait le soin, autant que faire se pouvait, de placer à l'angle des bâtiments et de mettre, par ce moyen, en communication avec une tourelle qui servait de boudoir ou de cabinet de retraite.

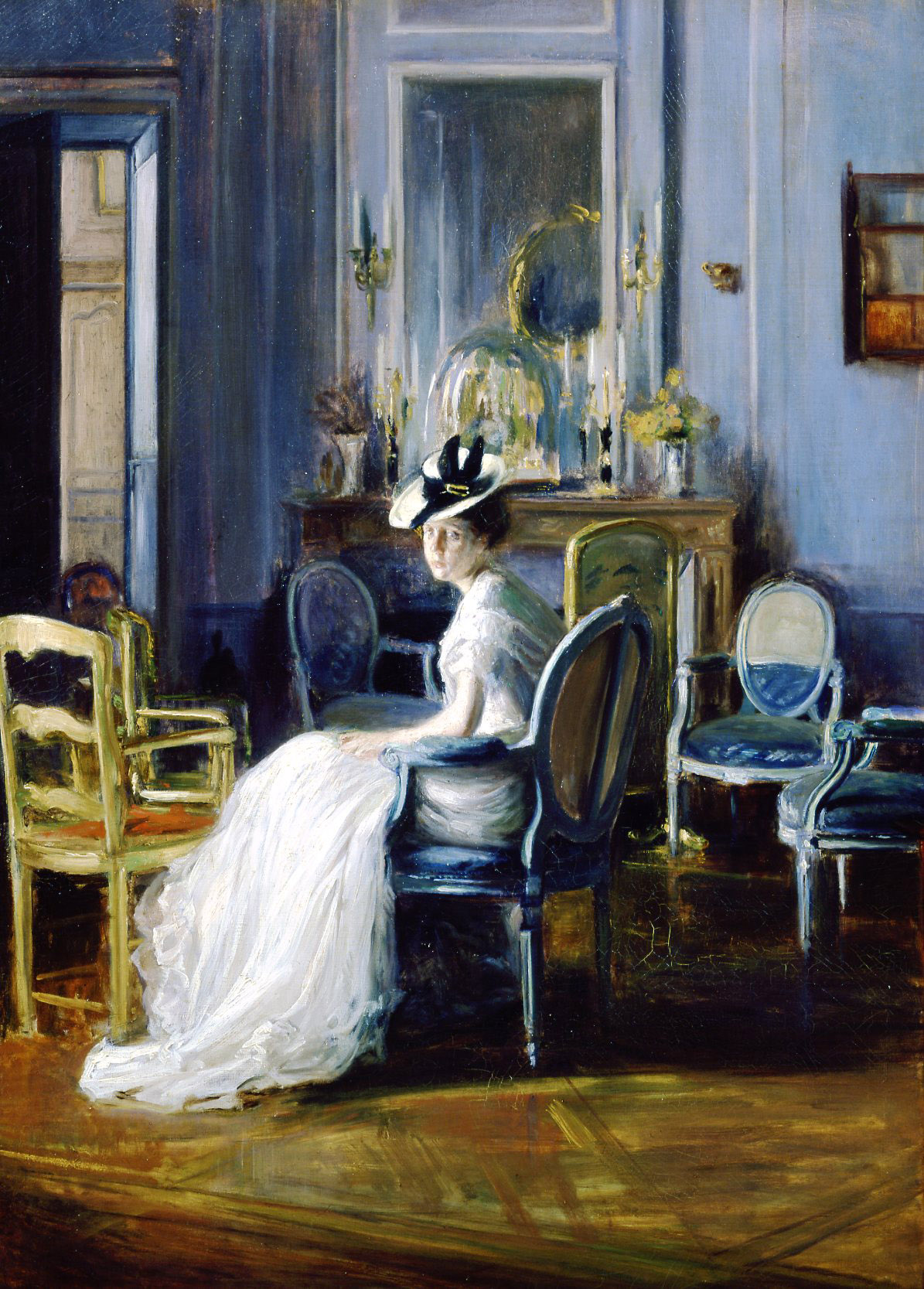
Jacques-Émile Blanche, Le Boudoir bleu, vers 1905, musée des Beaux-Arts de Lyon

## Boudoirs remarquables
- Le boudoir du Petit Trianon, réalisé par Mercklein et Courbin
- Les boudoirs aménagés pour Marie-Antoinette au château de Fontainebleau : le boudoir d'argent et le boudoir turc
- Le petit boudoir dans le château de Cheverny[3]

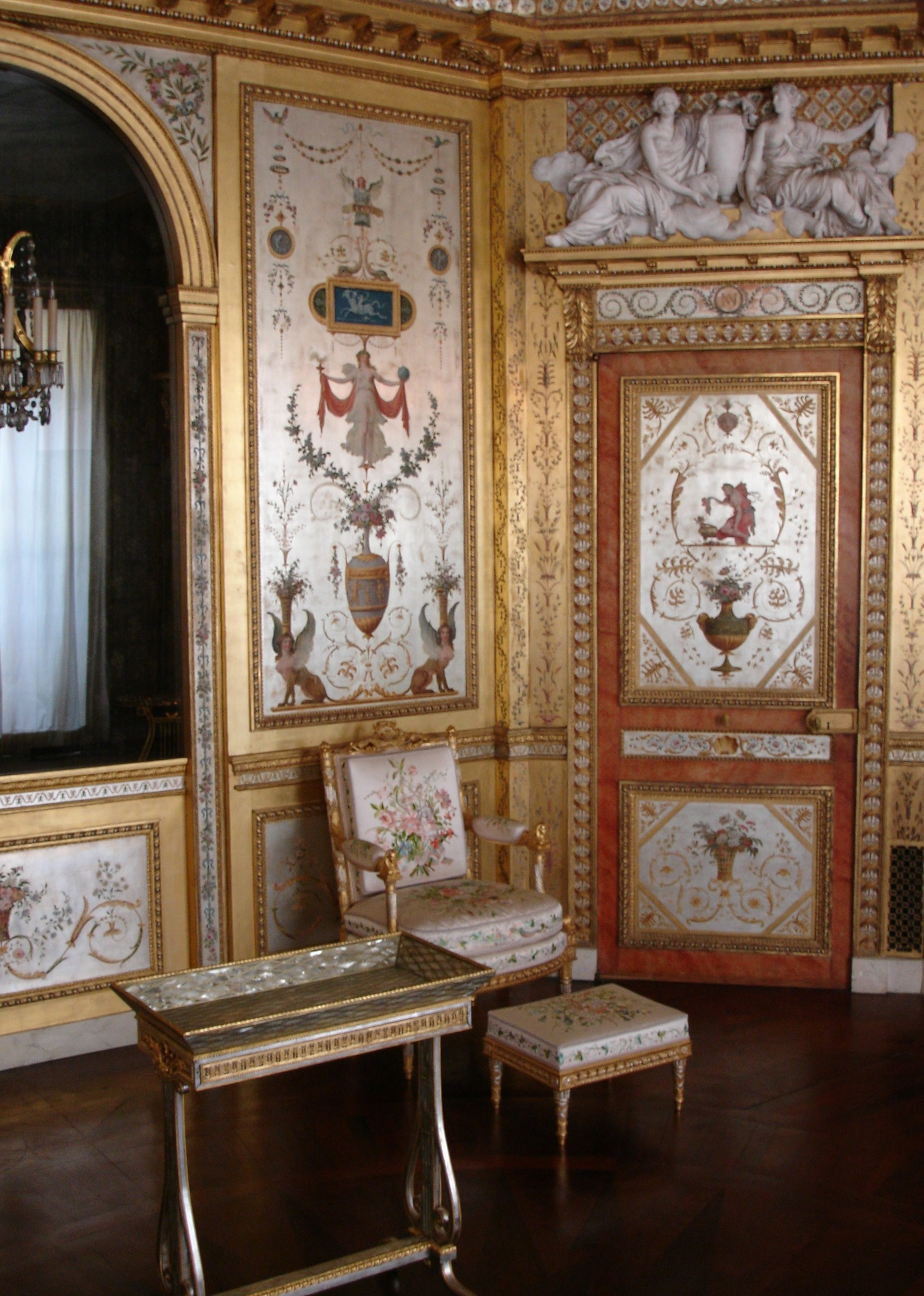
Le Boudoir de la reine (1786) à Fontainebleau, conçu par Pierre Rousseau pour la reine Marie-Antoinette.
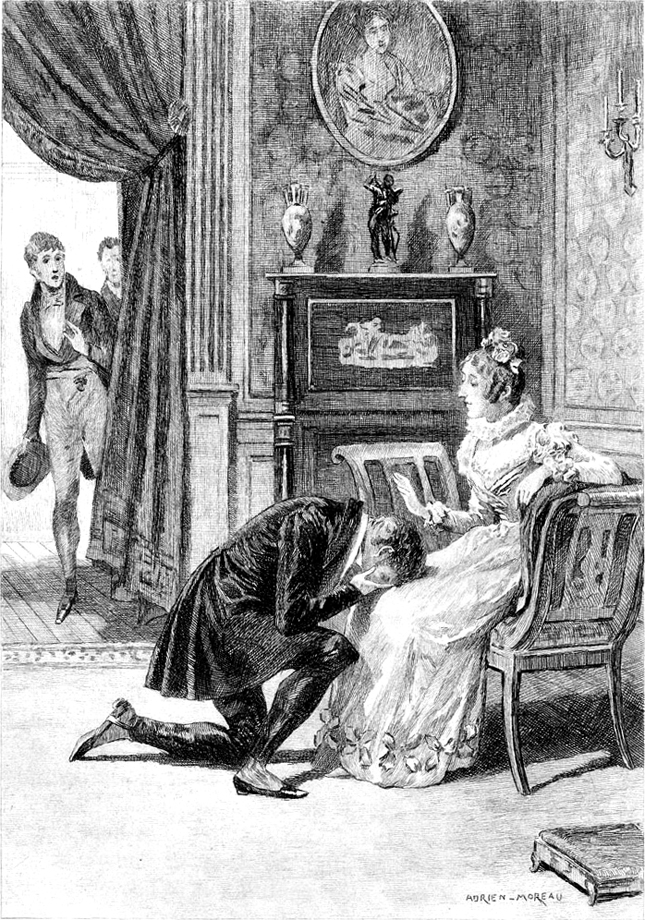
Illustration de l'ouvrage Illusions perdues d'Honoré de Balzac.
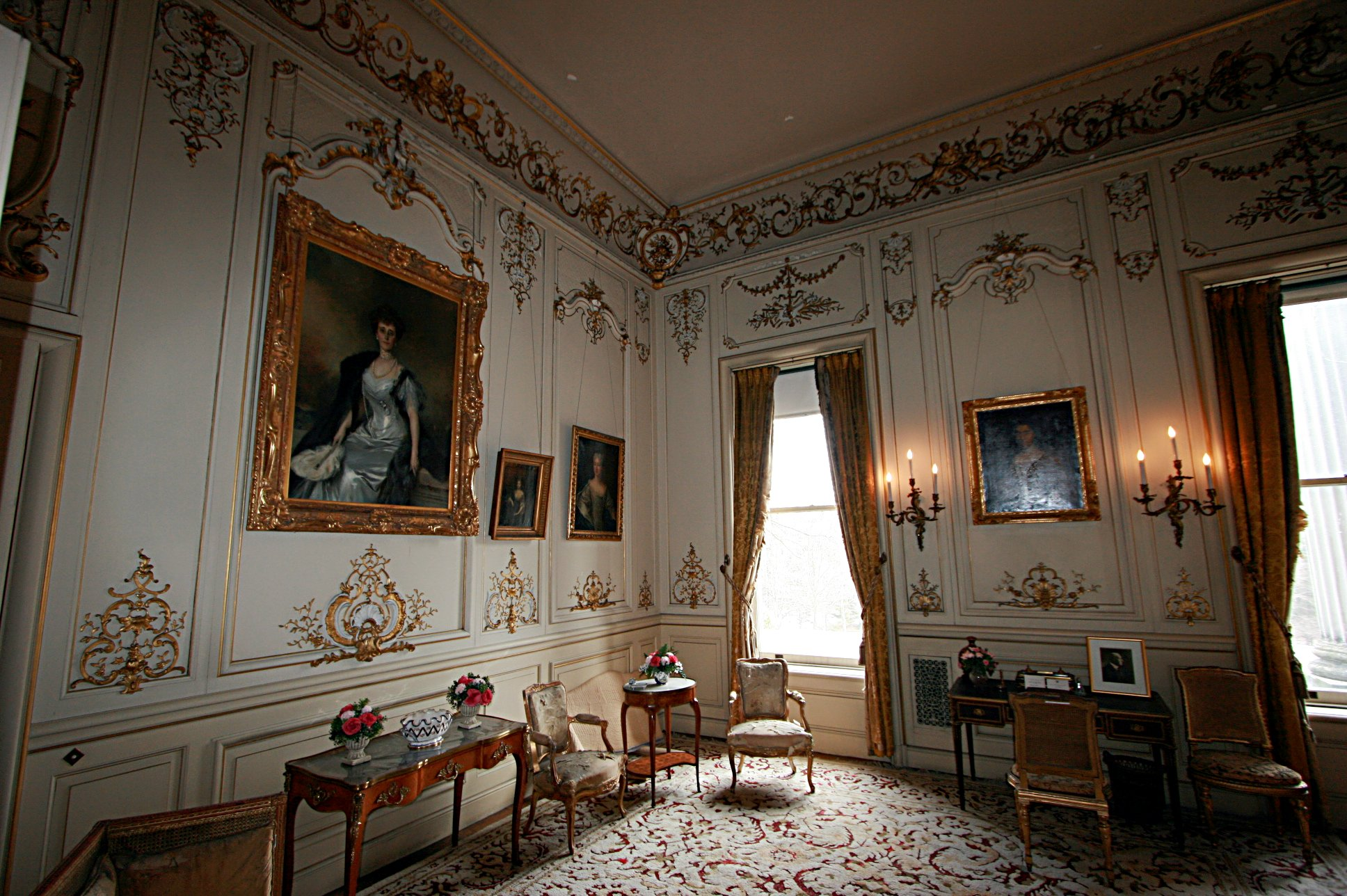
Photographie d'un boudoir au Staatsburgh State Historic Site à New York.
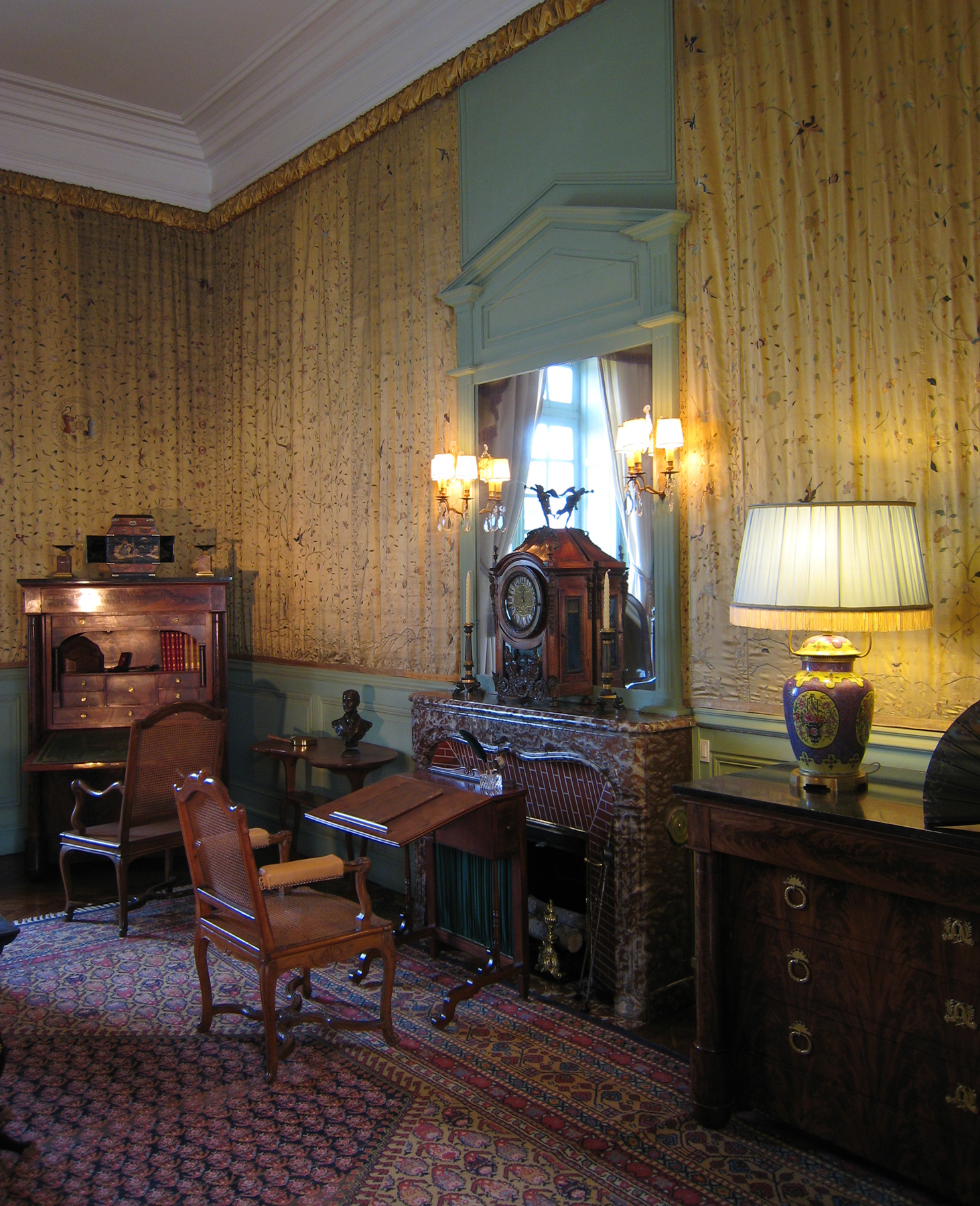
Le petit boudoir rouge du château de Cheverny, Loir-et-Cher, France.

## Décorateurs de boudoir
- Jean Succharelli

## Sous-entendus éloquents
Du fait de cette position d'intimité et des propos « légers » qui peuvent y être tenus, le boudoir inspire une expression quelque peu dédaigneuse, voire méprisante qui se construit avec le nom d'une activité réputée nécessiter de la réflexion, telle que la philosophie, le fait d'être académicien, par exemple. L'idée qui peut être suggérée serait que la personne, généralement un homme, serait arrivée à se faire reconnaître grâce à ses fréquentations féminines et à leurs influences. Ce qui donne :
- académicien de boudoir[4]
- philosophe de boudoir

## Dans la littérature et la poésie

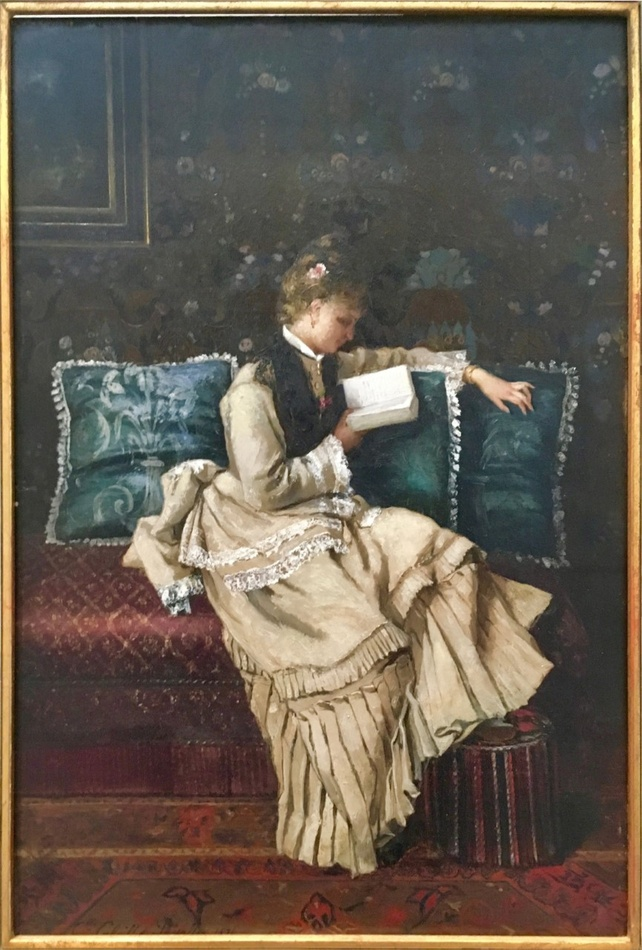
Lecture dans le boudoir, par Cabaillot-Lassalle (1874, musée des Beaux-Arts de Liège).

- La Philosophie dans le boudoir, Dialogues destinés à l'éducation des jeunes demoiselles, par le Marquis de Sade
- Boudoir & autres, revue poétique des éditions Ragage
- Nouvelles du Boudoir, par Ghislain Taschereau (2001)
- Le Boudoir balzacien, par Michel Delon, étude parue dans la revue L'Année balzacienne (1998)
- La Biologie dans le boudoir, Alain Prochiantz, éditions Odile Jacob (1995)
- Caprices de boudoir, par Armand Renaud recueil de poésie (1864)

## Au cinéma
- L'Apollonide, avec Alice Barnole  , film de Bertrand Bonello (2011)
- La Terreur dans le boudoir, adapté à l'écran par Benoît Jacquot, avec Serge Bramly
- La Philosophie dans le boudoir d'Olivier Smolders, avec Marc Chapiteau (1991)
- South of the Boudoir, avec Charley Chase (1940)
- Boudoir diplomatique - en anglais The boudoir diplomat - de Marcel de Sano, avec Arlette Marchal, Tania Fédor, Marcel de Garcin (1930)
- Le boudoir Japonais, avec Charles Prince (1918)